# Майерс, Тайлер
Та́йлер Ма́йерс (англ. Tyler Myers; 1 февраля 1990, Хьюстон, Техас) — канадский хоккеист, защитник клуба НХЛ «Ванкувер Кэнакс». Чемпион мира 2023 года в составе сборной Канады.

## Игровая карьера

### Клубная
Начинал играть в Западной хоккейной лиге (WHL) за команду «Келоуна Рокетс». В 2009 году Майерс помог выиграть главный трофей Западной хоккейной лиги, и был назван MVP плей-офф набрав 20 очков.
На Драфте НХЛ 2008 года был выбран клубом «Баффало Сейбрз» в 1-м раунде под общим 12-м номером. 11 мая 2009 года «Баффало» подписал с Майерсом стандартный контракт новичка, рассчитанное на 3 года.
В сезоне 2009/2010 дебютировал в НХЛ. 8 октября 2009 года набрал первые очки в НХЛ против «Финикс Койотис». Восемь дней спустя Майерс забил свой первый гол в НХЛ, пробив вратаря Дуэйна Ролосона из «Нью-Йорк Айлендерс». 24 октября Майерс забил победный буллит команде «Тампа-Бэй Лайтнинг». В первом сезоне НХЛ набрал 48 очков в 82 играх, и получил Колдер Трофи как лучшему новичку сезона.
15 сентября 2011 года подписал семилетний контракт с «Баффало Сейбрз».
Во время локаута в НХЛ Майерс подписал контракт с клубом «Клагенфурт» из Австрийской хоккейной лиги и выиграл с ним кубок.
В феврале 2015 года был обменян в клуб «Виннипег Джетс».
1 июля 2019 года как свободный агент подписал 5-летний контракт на 30 млн долларов с «Ванкувер Кэнакс».
19 октября 2024 года сыграл 1000-й матч в регулярных сезонах НХЛ, став 400-м хоккеистом, достигшим этой отметки. В этих матчах Майерс набрал 372 очка (93+279).

### Международная
Майерс, родившийся в американском штате Техас, играет за сборную Канады, так как рос в Калгари и имеет двойное гражданство. Майерс объяснил своё решение, принятое в юности: «Переезд в Канаду оказал большое влияние в моём развитии как хоккеист. Я просто чувствовал, что если бы я не уехал в Канаду, я бы не стал тем, кем являюсь сегодня. Полагаю, что, если бы я играл в другой вид спорта, я бы остался в Техасе».
Майерс помог сборной Канады выиграть золото на юниорском чемпионате мира 2008 года в Казани. Позже он выиграл молодёжный Чемпионат мира в Оттаве, наряду с товарищем по команде Келоуна Рокетс Джейми Бенном. Канада тогда выиграла рекордную пятую подряд золотую медаль.
29 апреля 2010 года Майерс был приглашён в сборную Канады на взрослый Чемпионат мира. Также сыграл на чемпионате мира 2014 года.

## Достижения
- Победитель Юниорского чемпионата мира (2008) в составе сборной Канады
- Победитель Молодёжного чемпионата мира (2009)
- Чемпион WHL (2009)
- WHL плей-офф MVP (2009)
- Обладатель Колдер Трофи (2010)
- Чемпион Австрийской хоккейной лиги (2013)

## Статистика
| Легенда | Легенда                    | Легенда | Легенда                   | Легенда | Легенда    |
| ------- | -------------------------- | ------- | ------------------------- | ------- | ---------- |
| И       | Количество проведённых игр | Штр     | Штрафное время            | +/−     | Плюс-минус |
| Г       | Голы                       | П       | Голевые передачи          | О       | Очки       |
| -       | Статистика неизвестна      | —       | Статистика не учитывалась |         |            |